# Perossiacetilnitrato
Il perossiacetilnitrato, chiamato anche PAN o nitrato di perossiacetile, è un composto chimico appartenente alla categoria dei perossiacilnitrati.
Si tratta di un composto stabile a bassa temperatura, ma che decompone facilmente a temperature superiori (emivita inferiore a 1 ora a temperatura ambiente), generando specie radicaliche e NO2.
È una sostanza irritante e lacrimogena, tra le componenti principali dello smog fotochimico (insieme a NO2 e ozono troposferico).
La maggiore stabilità del perossiacetil nitrato rispetto all'ozono ne consente il trasporto in aria su lunghe distanze, con la conseguente generazione di ozono troposferico (per interazione tra O2 e le specie radicaliche) e NO2 anche a grandi distanze dalle aree urbane.